# Phaeosphaeria erikssonii
Phaeosphaeria erikssonii är en svampart som tillhör divisionen sporsäcksvampar, och som beskrevs av Robert Alan Shoemaker och C.E. Babcock. Phaeosphaeria erikssonii ingår i släktet Phaeosphaeria, och familjen Phaeosphaeriaceae. Arten är reproducerande i Sverige.